# 17バースデー
『17バースデー』（セブンティーンバースデー）は近藤真彦の1枚目のミニ・アルバム。発売元はRVC。
1981年7月19日、近藤の17歳誕生日当日にリリースされた。

## 概要
当時非常に珍しい17cmシングル2枚組のミニ・アルバム。
近藤のトークが「17バースデー」「こんにちは赤ちゃん」の冒頭に収録されている。

## 収録曲
- Records A

1. 17バースデー
作詞：近藤真彦／作曲・編曲：馬飼野康二
2. さらば流星ガール
作詞：松本隆／作曲・編曲：芳野藤丸

- Records B

1. こんにちは赤ちゃん
作詞：永六輔／作曲：中村八大／編曲：戸塚修
2. 抱きしめたい
訳詞：漣健児／作曲：J.Lennon / P.McCartney／編曲：戸塚修
3. 抱擁LOVE
作詞：松本隆／作曲：筒美京平／編曲：馬飼野康二